# Roudnice
Roudnice (deutsch Raudnitz) ist eine Gemeinde mit 642 Einwohnern in Tschechien.

## Lage

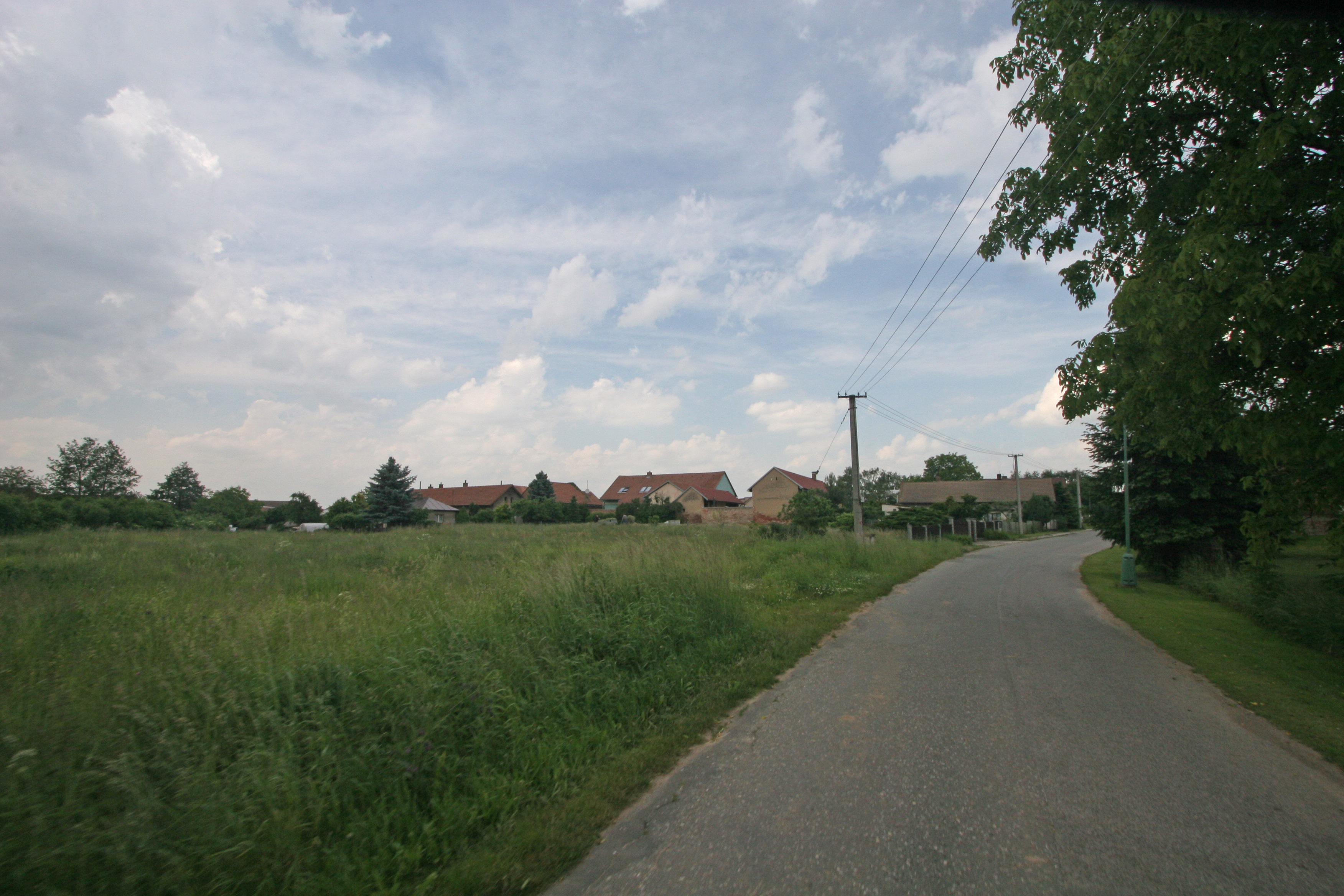
Roudnice aus der Ferne

Das über 3,5 km langgestreckte Straßendorf liegt 13 km westlich von Hradec Králové in 235 m ü. M. am Bach Roudnický potok vor dessen Einmündung in die Bystřice. In der Mitte des Ortes mündet der Graben Hubenická svodnice in den Dorfbach. Östlich schließt sich an Roudnice die Gemeinde Lhota pod Libčany an.

## Geschichte
Der Ort Rudnicz wurde 1384 erstmals urkundlich erwähnt. Zum Ende des 14. Jahrhunderts entstand im Westen von Roudnice die Veste Turyň, deren Besitzer Beneš von Riesenburg war. Weitere Besitzer waren Hinko Hlavatsch von Dauba (Hynek Hlaváč z Dubé), eine Familie Marquart, die Soběslav auf Miletínek und Wilhelm II. von Pernstein, der es mit seiner Herrschaft Pardubitz verband.
Nach dem Verkauf von Pardubitz 1560 wurde Raudnitz zur Herrschaft Karlskrone geschlagen.

## Persönlichkeiten
- Seit 1622 lebte in Roudnice die Familie Veverka, der die Brüder František (1796–1849) und Václav Veverka (1799–1849) angehörten. Der Bauer František Veverka konstruierte gemeinsam mit seinem Cousin Václav, der Schmied war, die ersten steilwendenden Sturzpflüge.
- Der Vater des Malers Jan Matejko stammt aus Roudnice.
- Matěj Chvojka (1755–1791), geboren in Roudnice, Führer des Bauernaufstandes von 1775.